# Márkos Dragoúmis (1840-1909)
Pour les articles homonymes, voir Márkos Dragoúmis et Dragoumis.
Márkos Dragoúmis (en grec moderne : Μάρκος Δραγούμης), né en 1840 et décédé en 1909, fut un juriste et diplomate grec.
Fils aîné de Nikólaos Dragoúmis et d'Eufrosyne Georganta, il fit ses études de droit à Paris entre 1857 et 1862. Sa thèse soutenue en 1864 s'intitula De la condition civile de l'étranger en France. Il fit ensuite une carrière diplomatique. Il fut en poste à Paris (1861-1863), Saint-Pétersbourg (1867-1871, 1887-1890), Vienne (1874-1877), Alexandrie (1877-1880) et Bucarest (1880, 1882-1885). Il fut ensuite membre du Comité d'Organisation des Jeux olympiques d'Athènes de 1896 puis du Comité de création de la Pinacothèque nationale d'Athènes.
Il épousa Eliza Novikoff (1843-1904). Il était le frère du Premier ministre Stéphanos Dragoúmis.